# Henry Hudson Parkway
La Henry Hudson Parkway es una avenida de 17.62 kilómetros en Nueva York. Su extremo sur está en la calle 72 donde la avenida continúa hacia el sur como la West Side Highway. Es erróneamente llamada como parte de la West Side Highway. El extremo norte está en el límite entre El Bronx y el condado de Westchester donde se convierte en la Saw Mill River Parkway. Toda su extensión menos la última milla al norte está coseñalada como la Ruta Estatal de Nueva York 9A (NY - 9A). Además, toda la avenida está designada como la Ruta Estatal de Nueva York 907V (NY 907V), una ruta de referencia sin señalizar.
Los propietarios de la vía son el Departamento de Transporte del Estado de Nueva York, el Departamento de Transporte de la Ciudad de Nueva York, el Departamento de Parques y Recreación de la Ciudad de Nueva York, la Autoridad Metropolitana del Transporte, Amtrak, y la Autoridad Portuaria de Nueva York y Nueva Jersey. La Henry Hudson Parkway fue creada por la "Autoridad de la Henry Hudson Parkway", que fue administrada por el "maestro constructor" Robert Moses. La autopista en sí misma fue construida entre 1934 y 1937.

## Descripción de la ruta

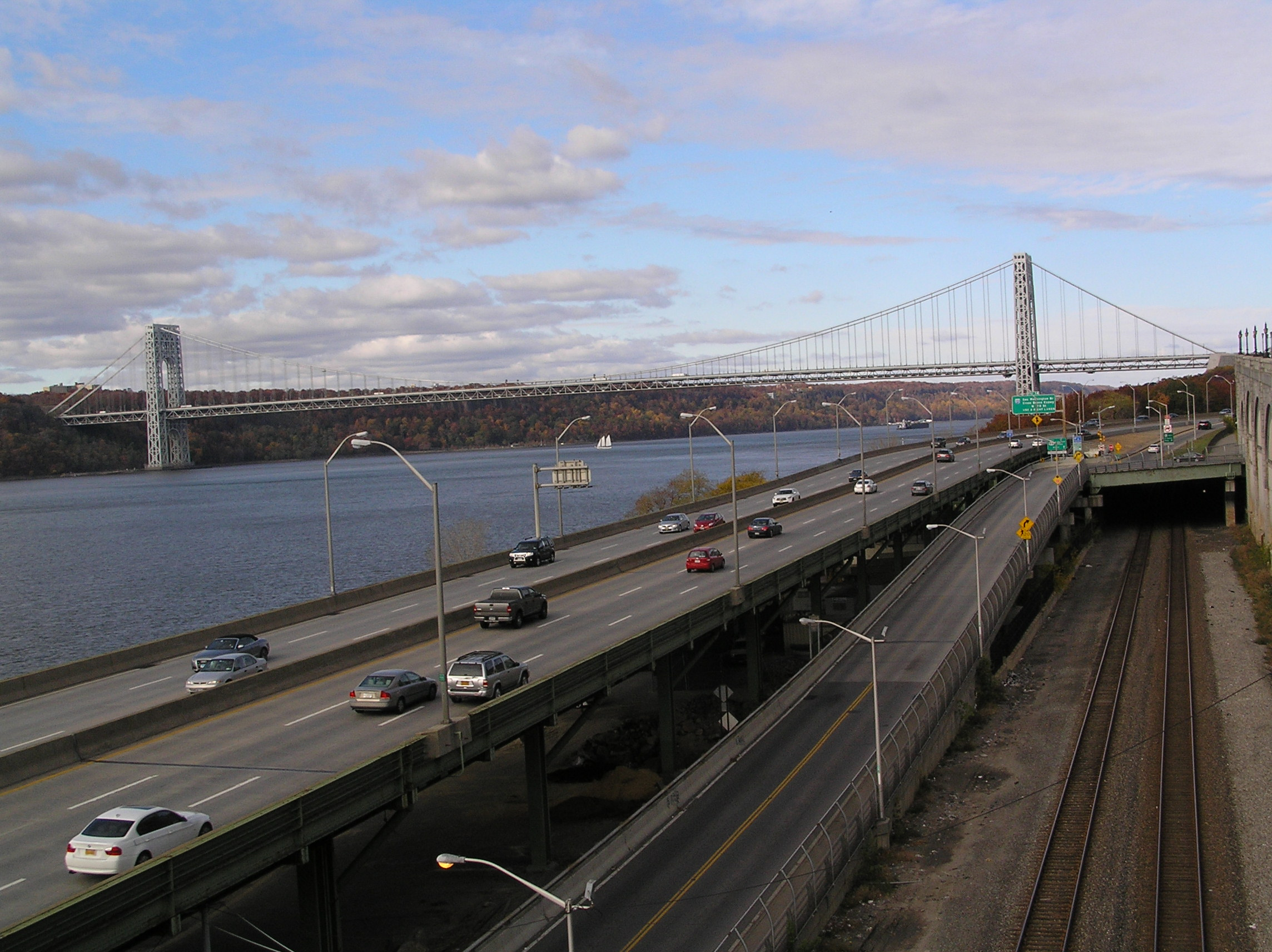
La Henry Hudson Parkway en el alto Manhattan, con el puente George Washington al fondo.

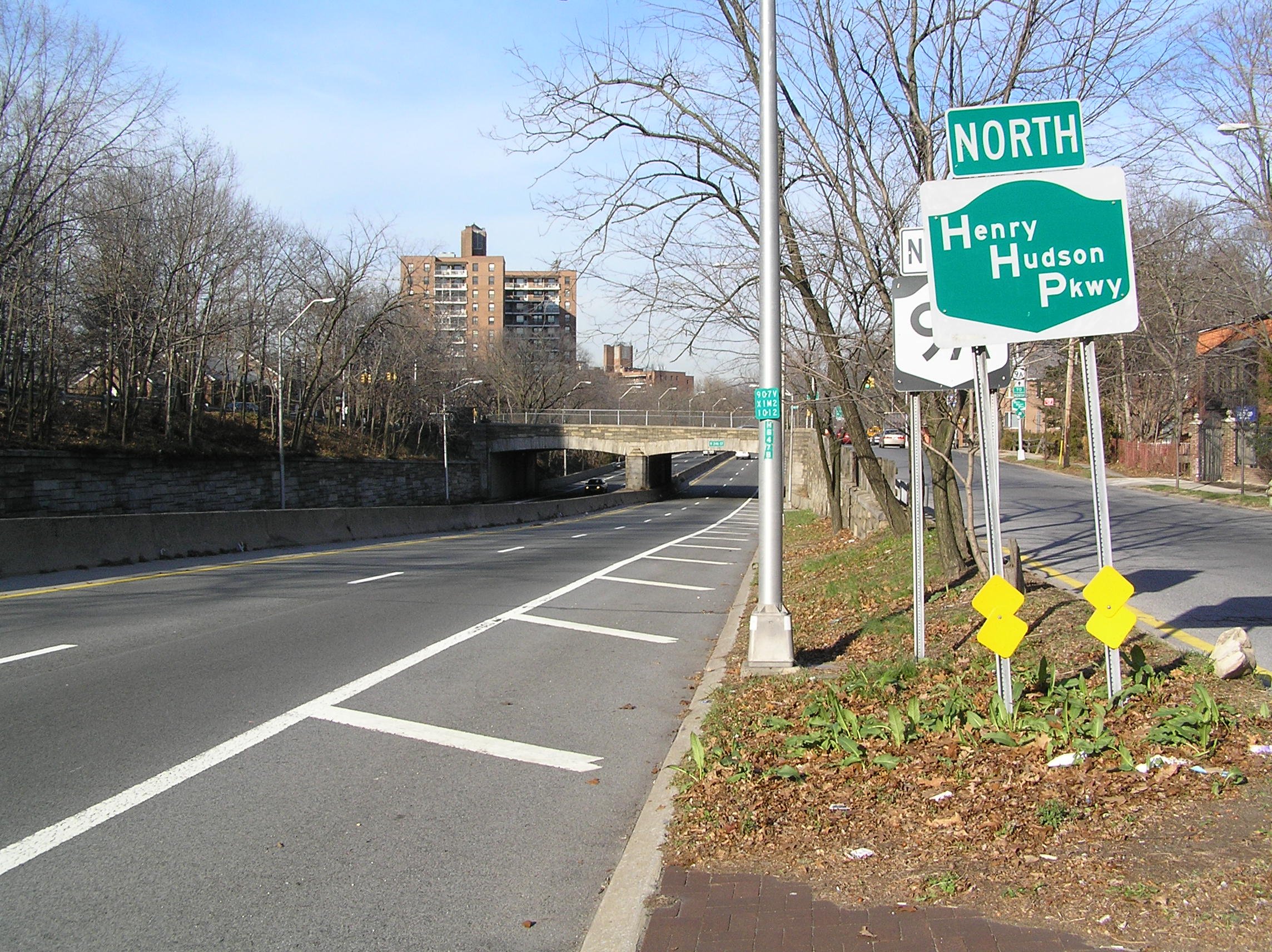
La Henry Hudson Parkway en Riverdale

La Henry Hudson Parkway empieza en la calle 72, que también sirve como extremo norte de la West Side Highway y la última sección remanente de la predecesora de la West Side Highway, la Autopista Miller. La interesección es numerada como "Salida 8", continuando el esquema de numeración utilizado en la West Side Highway. Va hacia el norte a lo largo del lado oeste de Manhattan, conectandose con la Calle 79 Oeste a través de un gran intercambio y con otras calles de la superficia otras salidas a lo largo de la vía. La avenida continúa en dirección norte, yendo casi paralela a Riverside Drive al norte de la calle 158 Oeste. Pasa bajo la Trans-Manhattan Expressway (I-95 y la U.S. Route 1 (US 1)) y el puente George Washington a medida que continúa su progresión a través de Fort Washington Park, Fort Tryon Park, e Inwood Hill Park. Luego avanza hacia el norte a través del puente Henry Hudson hacia El Bronx.
Luego de entrar al Bronx, la avenida pasa a través de Spuyten Duyvil y Riverdale mientras continúa al norte inclinándose ligeramente al noreste. Entre las salidas 20 y 22, Riverdale Avenue se divide en pistas auxiliares a lo largo de la avenida. En la salida 23, NY 9A deja la avenida y se une a la U.S. Route 9 (US 9) mientras la avenida ingresa a Van Cortlandt Park. Poco después, ingresa al parque, la venida tiene un intercambio con la Mosholu Parkway, que la conecta con la I-87.  Menos de una milla después, la avenida se convierte en la Saw Mill River Parkway cuando ingresa al condado de Westchester.

## Historia

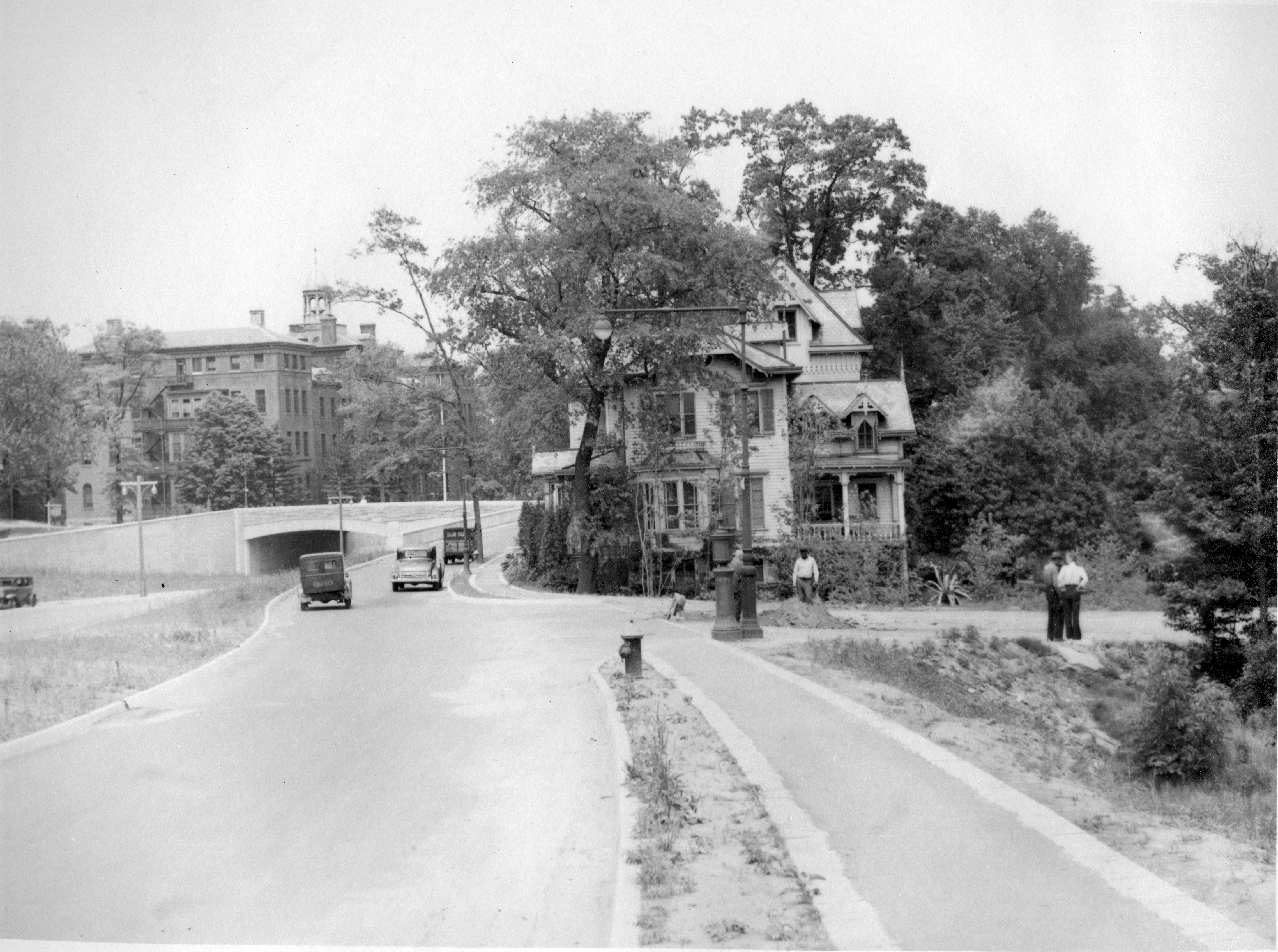
Vista hacia el norte en Riverdale, 1934

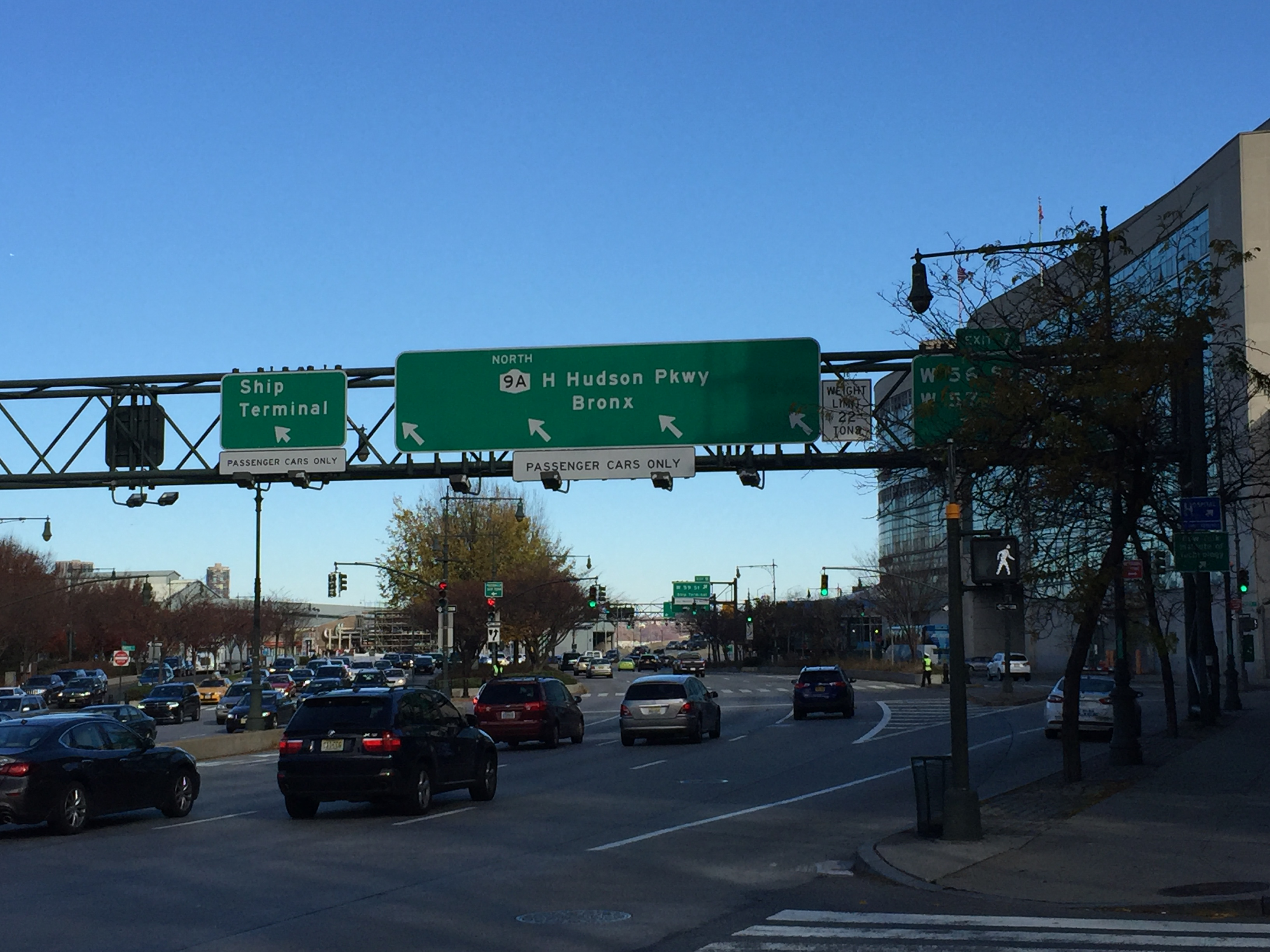
Inicio de la Henry Hudson Parkway cerca de la calle 57

La avenida fue terminada el 12 de octubre de 1937 bajo la administración del maestro constructor de Nueva York, Robert Moses. Costó $109 millones, más del doble que la presa Hoover que fue construida en el mismo periodo. La avenida fue parte del plan de "Mejoramiento del lado oeste" de Moses e incluyó cubrir la West Side Line del New York Central Railroad, creando el Túnel Freedom.  La porción cubierta es parcialmente utilizado por la autopista y también expande el Riverside Park diseñado por Frederick Law Olmsted.
El 12 de mayo del 2005, parte del muro de retención en Castle Village colapsó en las vías rumbo norte de la avenida, justo al norte del puente George Washington, cerrando la vía poco antes de la hora punta. Los trabajos de limpieza empezaron rápidamente y la vía fue reabierta el 15 de mayo.